# Tagasta
Tagasta is een geslacht van rechtvleugeligen uit de familie Pyrgomorphidae. De wetenschappelijke naam van dit geslacht is voor het eerst geldig gepubliceerd in 1905 door Bolívar.

## Soorten
Het geslacht Tagasta omvat de volgende soorten:
- Tagasta anoplosterna Stål, 1877
- Tagasta brachyptera Liang, 1988
- Tagasta celebesica Karsch, 1888
- Tagasta gui Yin, Ye & Yin, 2009
- Tagasta hoplosterna Stål, 1877
- Tagasta indica Bolívar, 1905
- Tagasta inornata Walker, 1870
- Tagasta insularis Bolívar, 1905
- Tagasta longipenne Balderson & Yin, 1987
- Tagasta marginella Thunberg, 1815
- Tagasta rufomaculata Bi, 1983
- Tagasta striatipennis Ramme, 1941
- Tagasta tonkinensis Bolívar, 1905
- Tagasta yunnana Bi, 1983